# 2527 Gregory
2527 Gregory (1981 RE) là một tiểu hành tinh vành đai chính được phát hiện ngày 3 tháng 9 năm 1981 bởi Thomas, N. G. ở Flagstaff (AM).